# MOE MUSIC STATION 萌みゅう
MOE MUSIC STATION 萌みゅう（もえ みゅーじっく すてーしょん もえみゅう）は、「音泉」にて配信されていたインターネットラジオ番組。最終回は2006年12月29日配信の第115回。
パーソナリティは、Honey BeeのYURIAとゲームプロデューサーのかなすぎはじめ（K杉）とミュージシャンの小池雅也の三人。（三人は「すいーつたんけんたい」というユニットを組んでいる）

## 概要
- 配信サイト：音泉
- 配信日：金曜日
- スポンサー：HEAD QUARTER、TABRIE、TYRELL LAB.、F&C

## コーナー
- 普通のおたより
- おせてぃ